# Nordjylland
 Ikke at forveksle med Nørrejylland.
Nordjylland er en landsdel i Danmark bestående af det nordlige Jylland mellem Kattegat, Skagerrak og Vesterhavet. Den omfatter størstedelen af Himmerland, det nordligste Kronjylland, Morsø og Jylland nord for Limfjorden (Nørrejyske Ø). Landsdelen svarer til den administrative Region Nordjylland. Den største by i Nordjylland er Aalborg.
Der bor 578.839 indbyggere i Nordjylland, hvoraf 126.556 bor i Aalborg, svarende til 21,86 % (januar 2008).
Nordjyllands indbyggertal udgør 9,64 % af Danmarks samlede befolkning (2012).
Region Nordjylland, der blev oprettet i 2007 svarer i et vist omfang til de gamle sysler: Vendsyssel, Thysyssel (undtagen Thyholm og Thyborøn) og Himmersyssel (undtagen et område omkring Møldrup). Desuden fik regionen tilført Mors fra Sallingsyssel samt en strimmel land syd for Mariager Fjord fra Ommersyssel.
Mod vest er der en overlapning mellem Vestjylland og Nordjylland. Thy (med Hannæs) og Morsø er nordvestjyske og kan i nogle sammenhænge også regnes med til Vestjylland. I midten er Møldrup geografisk en del af Himmerland, men hører administrativt til den midtjyske Viborg Kommune. Mod øst er Mariager geografisk en del af Jylland, men hører nu administrativt til den nordjyske Mariagerfjord Kommune.

## Nordjyllands største byer
De største byer i Nordjylland var i 2024

(Min. 5.000 indbyggere)
| Største byer |               |         |         |
| Nr           | By            | Indbyg. | Indbyg. |
| Nr           | By            | 2024    |         |
| 1            | Aalborg       | 120.705 |         |
| 2            | Hjørring      | 25.951  |         |
| 3            | Nørresundby   | 24.281  |         |
| 4            | Frederikshavn | 22.838  |         |
| 5            | Thisted       | 13.522  |         |
| 6            | Brønderslev   | 12.842  |         |
| 7            | Hobro         | 12.217  |         |
| 8            | Støvring      | 9.334   |         |
| 9            | Nykøbing Mors | 8.941   |         |
| 10           | Sæby          | 8.845   |         |
| 11           | Aars          | 8.671   |         |
| 12           | Svenstrup     | 7.861   |         |
| 13           | Skagen        | 7.476   |         |
| 14           | Aabybro       | 6.688   |         |
| 15           | Nibe          | 5.604   |         |
| 16           | Hirtshals     | 5.434   |         |

## Kultur og uddannelse i Nordjylland
I Nordjylland kan man finde et af Danmarks fem universiteter Aalborg Universitet samt en række andre videregående- og professionsuddannelser. Der er også en lang række kultur og forlystelsesinstitutioner i Nordjylland. Herunder kan man iberegne Nordjyllands Historiske Museum, der er beskæftiget med det kulturelt historiske arbejde i Nordjylland. Især Aalborg manifesterer sig i Nordjylland ved at være et center for store kulturbegivenheder som Tall Ships' Races. Aalborg har desuden KUNSTEN, Musikkens Hus, Utzon Center og en Zoologisk Have mm.
Nord for Limfjorden er det primært Vendsyssel Historiske Museum og Nordøstjysk Kystmuseum, som står for den historiske formidling.